# Peter van Vossen
Peter Jacobus van Vossen (Zierikzee, 1968. április 21. –) Európa-bajnoki ezüstérmes, holland válogatott labdarúgó, aki játszott a KSK Beveren, RSC Anderlecht, Ajax, Istanbulspor, Rangers FC, Feyenoord, De Graafschap és a Vitesse csapataiban. Amikor az Ajax klubjában játszott megnyerte a -1994–1995-ös bajnokok ligáját. A Rangers FC-nél is jól ment a játék számára.
31 mérkőzésen szerepelt a Holland válogatottban, részt vett az  1994-es labdarúgó-világbajnokságon és a 2000-es labdarúgó-Európa-bajnokságon. Az 1992-es labdarúgó-Európa-bajnokságon is szerepelt volna, de trombózis miatt hiányzott.

## Sikerei, díjai
Beveren
- Belga másodosztály

1990-1991
Anderlecht
- Jupiler League

1992-1993
Ajax
- Eredivisie

1994, 1995
- Johan Cruijff Schaal

1993, 1994
- Bajnokok ligája

1994-95
Rangers
- Scottish Premier League

1996-1997
- Skót ligakupa

1997
Feyenoord
- Eredivisie

1998-1999
- Johan Cruijff Schaal

1999